# L'Isle-d'Espagnac
L'Isle-d'Espagnac è un comune francese di 5 494 abitanti situato nel dipartimento della Charente, nella regione della Nuova Aquitania.

## Società

### Evoluzione demografica
Abitanti censiti